# Nouvion-sur-Meuse
Nouvion-sur-Meuse ist eine französische Gemeinde mit 2.235 Einwohnern (Stand: 1. Januar 2022) im Département Ardennes in der Region Grand Est. Sie gehört zum Arrondissement Charleville-Mézières und zum Kanton Nouvion-sur-Meuse. Die Einwohner werden Nouvionnais genannt.

## Geographie
Nouvion-sur-Meuse liegt rund zehn Kilometer südöstlich von Charleville-Mézières und etwa sieben Kilometer westlich von Sedan am Fluss Maas (frz. Meuse). Umgeben wird Nouvion-sur-Meuse von den Nachbargemeinden Lumes im Norden und Nordwesten, Vivier-au-Court im Norden und Nordosten, Vrigne-Meuse im Osten, Dom-le-Mesnil im Süden und Südosten, Flize im Südwesten sowie Chalandry-Elaire im Westen.

## Bevölkerungsentwicklung
| Jahr      | 1962 | 1968 | 1975 | 1982 | 1990 | 1999 | 2006 | 2017 |
| Einwohner | 2906 | 2808 | 2627 | 2308 | 2256 | 2193 | 2166 | 2250 |

## Verkehr
Nouvion-sur-Meuse hat einen Bahnhof an der Bahnstrecke Mohon–Thionville und wird von Zügen des TER Grand Est bedient.

## Sehenswürdigkeiten

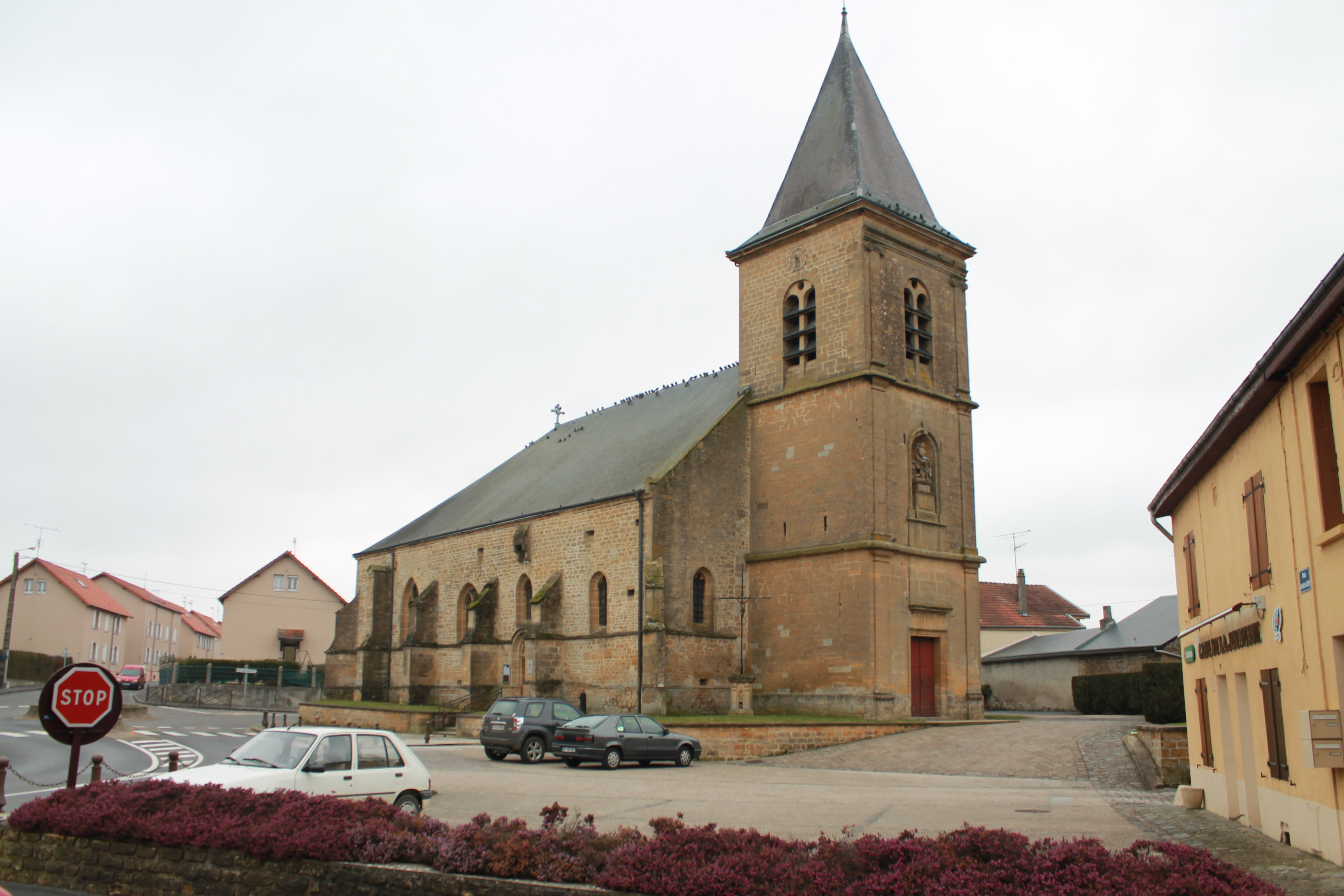
Kirche Notre-Dame

- Kirche Notre-Dame, im 16. Jahrhundert erbaut, seit 1972 Monument historique

## Persönlichkeiten
- Daniel Labille (1932–2022), Bischof von Créteil

## Gemeindepartnerschaften
Mit den deutschen Städten Allendorf (Lumda) in Hessen (seit 1973) und Friedrichroda in Thüringen (seit 1964/1990) bestehen Partnerschaften.